# Géographie du Bhoutan
Le Bhoutan est un pays himalayen situé à l’extrémité sud-est de la chaîne, enclavé entre l’Inde et la république populaire de Chine. Historiquement, son territoire s’étendait plus loin au sud, incluant une partie de l’actuel État d’Assam ainsi que le protectorat de Cooch Behar. À partir de 1772, la Compagnie des Indes orientales repoussa progressivement les frontières vers le nord par une série de guerres et de traités jusqu’au traité de Sinchulu de 1865, qui restitua une partie des terres prises au royaume.
L’isolement séculaire, une population faible et un relief peu accueillant ont fait du Bhoutan l’un des écosystèmes les plus préservés du monde. Le pays est parmi les dix premiers par la densité des espèces. On compte 5 500 espèces végétales, dont environ 300 plantes médicinales, plus de 770 espèces d’oiseaux et 165 espèces mammifères, dont plusieurs espèces menacées comme le panda rouge, le léopard des neiges et le langur doré.

## Relief

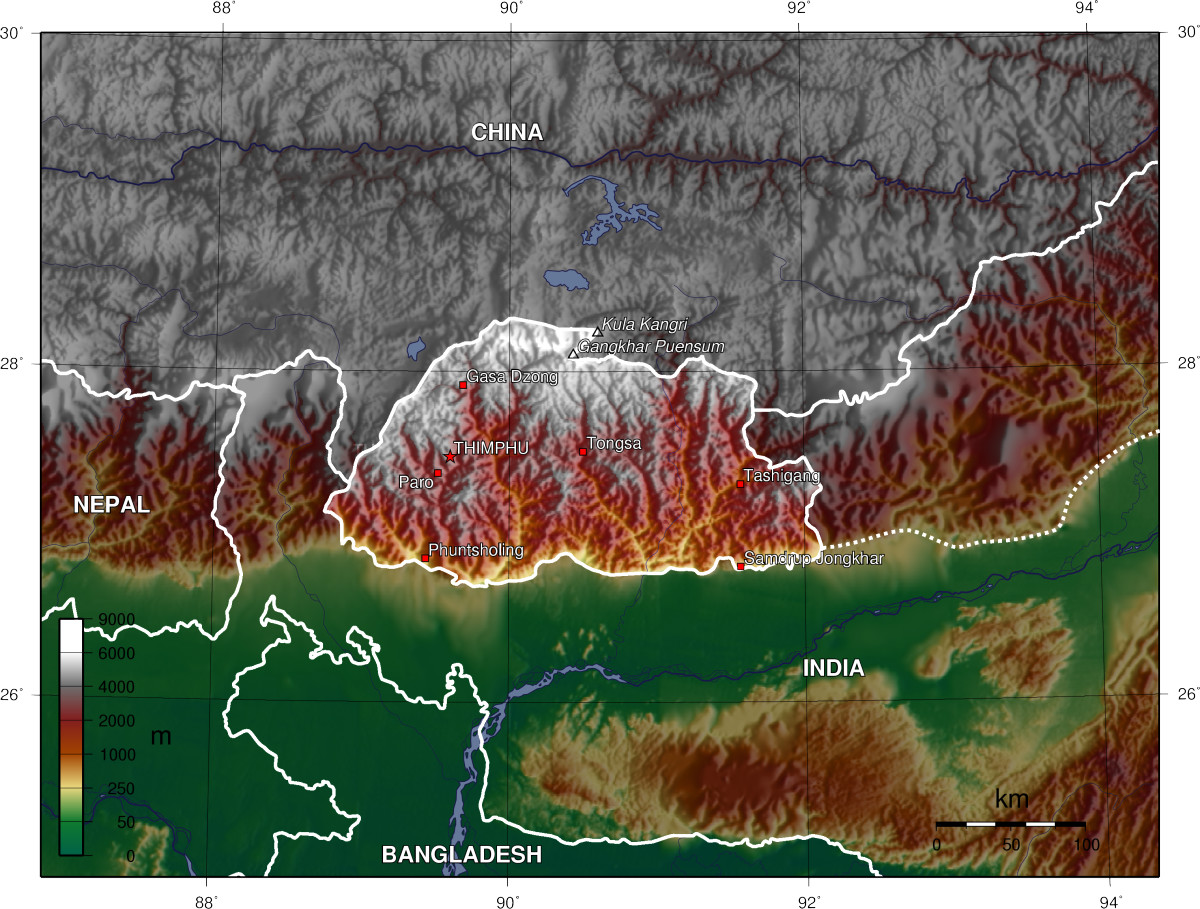
Carte topographique du Bhoutan.

L’Himalaya domine le paysage du nord du pays et de nombreux sommets dépassent les 7 000 mètres d’altitude. Le Kula Kangri est généralement considéré comme le point culminant du Bhoutan, à 7 553 mètres, mais la Chine le revendique comme se trouvant entièrement au Tibet.
Très montagneuse, la bordure sud du pays est constituée par la plaine du Gange et du Brahmapoutre (altitude minimale : 97 m) tandis que sa bordure nord-est délimitée par la ligne de crête de l'Himalaya (altitude maximale : Kula Kangri 7 554 m, ou Gangkhar Puensum 7 570 m).
La forêt couvre 70 % du territoire national. La plus grande partie de la population est concentrée sur les hauts plateaux et dans les vallées de l’ouest.
L’extrême sud du pays est une bande de plaines subtropicales couvertes de rizières. On y trouve la majorité des terres arables, qui ne totalisent que 2 % du territoire.

## Climat

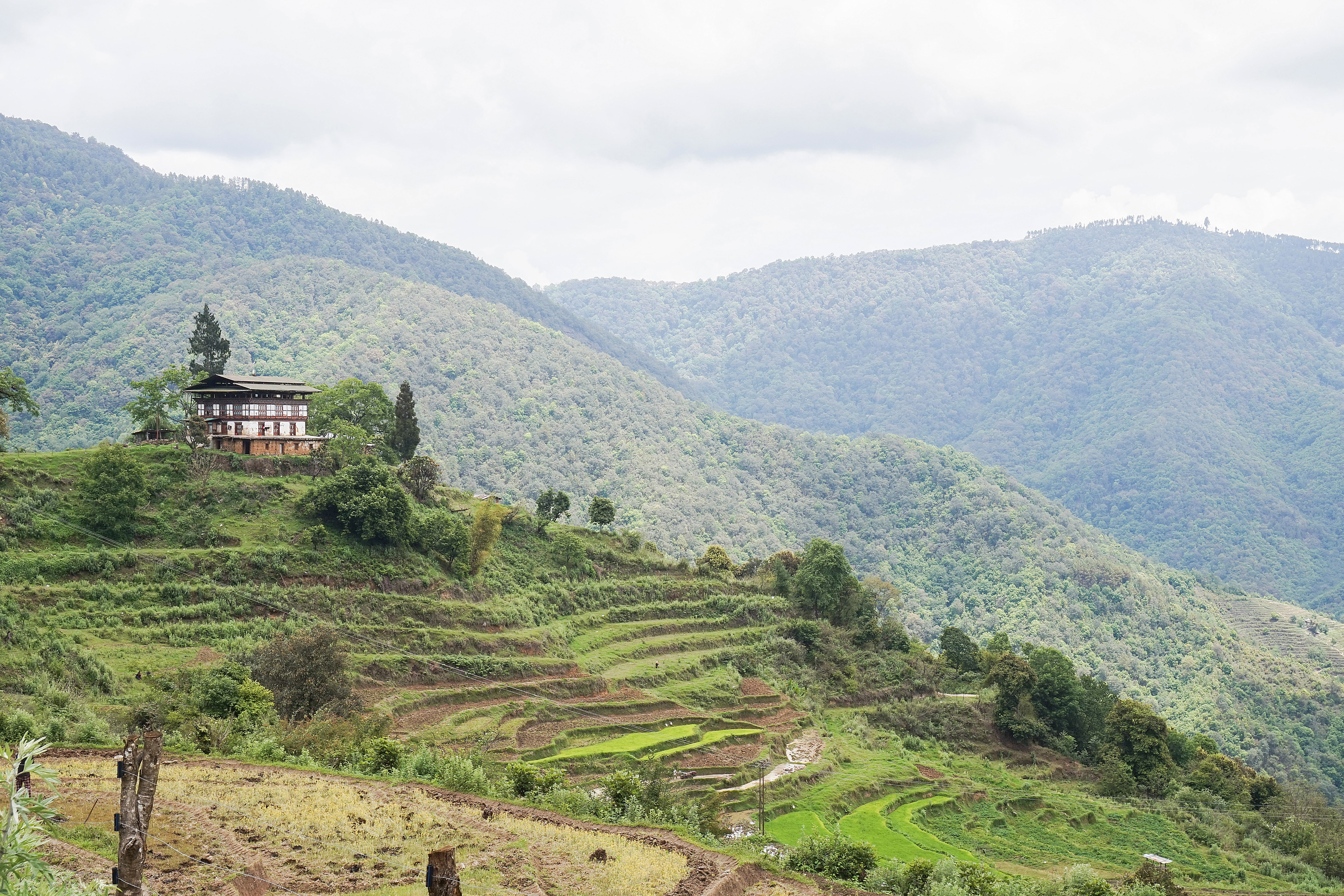
Rizières en terrasses

Le climat du Bhoutan varie grandement selon l’altitude et subit l’influence de la mousson, en particulier à l’ouest du pays. Les plaines méridionales bénéficient d’un climat subtropical humide. Les vallées himalayennes du centre et du sud sont tempérées, tandis que le nord est nettement plus froid, avec des neiges éternelles sur les sommets.
Les températures à Thimphou, située à 2 200 mètres d’altitude, vont de 15 à 26 °C de juin à septembre, mais tombent à −4 °C en janvier. Au sud, la température descend rarement en dessous de 15 °C et peut atteindre 40 °C en été.
Les précipitations sont très éparses au nord, avec seulement 40 millimètres par année, principalement sous forme de neige. Les régions tempérées du centre reçoivent 1 000 mm annuels en moyenne, tandis que des records à 7 800 mm ont été enregistrés au sud.